# Shopping Granja Vianna
O Shopping Granja Vianna é um centro comercial brasileiro inaugurado em 2010, situado à beira da Rodovia Raposo Tavares à altura do km 23,5, na região da Granja Viana, em Cotia, São Paulo.
O shopping tem uma área total de 33.000 m² e uma área bruta de 30.000 m², dentro desse espaço há um total de 160 lojas, dentre elas lojas âncoras como a Americanas, a Centauro, a C&A, a Renner e a Riachuelo. Além disso o espaço possui 5 salas de cinema, 1.200 vagas de estacionamento e 5 salas de cinema da Cinemark (4 delas possuem o efeito 3D).

## História
O Shopping Granja Vianna foi inaugurado no dia 24 de novembro de 2010 pela BRMalls, com um investimento total de R$ 173,4 milhões em sua construção.
Em dezembro de 2017, a BRMalls anunciou a venda integral de sua participação do Shopping Granja Vianna para a Hemisfério Sul Investimentos.